# Zelimkhan Khangoshvili
Zelimkhan Khangoshvili (géorgien : ზელიმხან ხანგოშვილი), aussi appelé Tornike Kavtarashvili,, né le 15 août 1979 à Duisi (Géorgie) et mort assassiné le 23 août 2019 à Berlin, était un Géorgien d'origine tchétchène, ancien commandant militaire de la république tchétchène d'Itchkérie pendant la seconde guerre de Tchétchénie et officier militaire géorgien en 2008 durant la guerre russo-géorgienne de 2008.
Par la suite, Khangoshvili aurait fourni des renseignements au bénéfice des services géorgiens en identifiant des espions et des djihadistes russes opérant sur le territoire national et étranger. Dans le même temps, Khangoshvili a continué à être considéré comme un terroriste par les services de sécurité russes, le FSB et recherché en Russie,.
Le 23 août 2019, Khangoshvili a été assassiné dans un parc de Berlin par un présumé agent du FSB russe.   

## Biographie
Zelimkhan Khangoshvili est né le 15 août 1979 dans la famille du Sultan Khangoshvili, dans le village Duisi des gorges de Pankisi, une région de Géorgie qui abrite une importante population ethnique tchétchène, connue sous le nom de Kistines. Il y a terminé ses études et est ensuite allé travailler en Tchétchénie, la résidence de son frère aîné Zurab, à la fin des années 1990.
En 2001, Khangoshvili rejoint la république tchétchène d'Itchkerie dans sa lutte contre la Russie pendant la seconde guerre de Tchétchénie. Khangoshvili est un commandant sur le terrain et entretient des liens étroits avec l'ancien président tchétchène Aslan Maskhadov. En 2005, Maskhadov est tué lors d'un raid du FSB, l'agence russe de renseignement intérieur. Selon le frère de Khangoshvili, Zurab, Zelimkhan participe à l'attaque de juin 2004 contre les forces de sécurité, militaires et de police en Ingouchie et au Daghestan, au cours de laquelle plus de 50 militaires sont tués. Zelimkhan lui-même est grièvement blessé à la jambe pendant l'opération. Après son retour dans sa Géorgie natale, Khangoshvili commande une unité militaire antiterroriste géorgienne en Ossétie du Sud pendant la guerre de 2008, mais son unité n'a jamais été déployée.
En 2016, Khangoshvili et sa famille, sa femme et ses quatre enfants, se réfugient et demandent l'asile en Allemagne après plusieurs tentatives d'assassinat en Géorgie qui, selon son frère, ont été orchestrées par les services de renseignement russes, bien que l'accusation ait été démentie par les autorités russes.

## Assassinat
Khangoshvili a été abattu dans le parc Kleiner Tiergarten à Berlin, de deux balles à la tête par un présumé assassin russe sur un vélo avec silencieux Glock 26, alors qu'il parcourait un chemin boisé du parc en revenant de la mosquée qu'il fréquentait. L'arme et le vélo ont ensuite été jetés dans la rivière Sprée. L'auteur présumé, un ressortissant russe de 49 ans nommé "Vadim Sokolov", a été identifié et appréhendé par la suite par la police allemande.
Le corps de la victime a ensuite été transporté dans son village natal de Duisi en Géorgie pour y être enterré le 29 août 2019.

## Implication de la Russie dans son assassinat

### Enquête
L'assassin présumé de Khangoshvili, arrêté le jour de l'assassinat par la police allemande, voyageait avec un passeport russe valide délivré sous la fausse identité de Vadim Sokolov.  
Dans un premier rapport publié en septembre 2019, Bellingcat, site Web de journalisme d'investigation, associé au magazine der Spiegel et au site de journalisme participatif The Insider affirment que des preuves concluantes prouvent que le suspect s'est rendu à Berlin sous une identité de couverture avec le soutien actif de l'État russe et que l'État russe a créé une identité fictive complète, lui permettant d'obtenir "les documents de voyage et d'assurance nécessaires et, surtout, un visa Schengen". Ils établissent notamment que le passeport de Sokolov a été délivré sans aucune donnée biométrique, dont l'inclusion est l'option par défaut pour tous les passeports russes depuis 2009, sauf dans les situations d'urgence où le demandeur n'a pas le temps d'attendre le processus de cryptage et d'impression des empreintes digitales.
Le 4 décembre 2019, le procureur général allemand, compétent en matière de terrorisme, et d’espionnage, annonce reprendre le pilotage de l'enquête faisant valoir qu' "il y avait suffisamment d'indications réelles que le meurtre avait été soit commandé par des organismes d'État de la fédération de Russie, soit par des organismes de la République tchétchène autonome faisant partie de la fédération de Russie".
Le 6 décembre 2019, des médias allemands rapportent que le Service fédéral de renseignement allemand avait reçu des informations indiquant qu'une agence d'État russe prévoyait de tuer "Vadim Sokolov" dans une prison allemande pour se débarrasser du témoin. Les considérant comme crédibles, les autorités allemandes ont transféré Stepanov dans une prison inconnue en Allemagne.
En février 2020, Bellingcat et ses partenaires publient une nouvelle enquête et concluent notamment que le nom réel du suspect est Vadim Krasikov. Ils établissent aussi que Krasikov était lié au meurtre en 2007 d'un homme d'affaires de Carélie. A travers l'analyse des relevés et des informations de localisation des téléphones utilisés par Krasikov, de données d'immatriculation de véhicules en Russie et d'informations librement accessibles, ils reconstituent le trajet de l'assassin présumé : depuis Moscou vers Paris, puis à Varsovie, où il a loué une chambre d'hôtel pour cinq jours au cours desquels il s'est rendu à Berlin.
Par ailleurs, le rapport de Bellingcat établit un lien entre Krasikov et le FSB, montrant que depuis début 2019, il était en contact avec au moins 8 membres de l'association Vympel, qui regroupe des anciens officier Spetsnaz du FSB. Il indique aussi que Krasikov s'était rendu à plusieurs reprises au centre des opérations spéciales du FSB à Balachikha, à proximité de Moscou.
Le 18 juin 2020, le procureur général allemand Peter Frank clot l'enquête. Il dépose l'acte d'accusation contre l'assassin présumé identifié sous le nom de Vadim K. et désigne explicitement le gouvernement central russe comme commanditaire.

### Conséquences diplomatiques
Le 4 décembre 2019, le ministère fédéral allemand des Affaires étrangères accuse la Russie de refuser de coopérer sur l'enquête sur le meurtre de Khangoshvili, et l'Allemagne expulse deux employés diplomatiques du ministère russe des Affaires étrangères travaillant à Berlin. En réponse, la Russie a expulsé deux diplomates allemands le 12 décembre.
Le 10 décembre 2019, face aux accusations de l'Allemagne sur l'implication de la Russie dans son assassinat, le président russe Poutine affirme que Khangoshvili était l'un des auteurs des attentats à la bombe perpétrés dans le métro de Moscou en 2010, qui ont fait 40 morts.